# Perfectionist
Perfectionist è l'album di debutto della cantante britannica Natalia Kills.
L'album è uscito il 1º aprile 2011 in Germania, Austria e Svizzera, il 15 aprile in Polonia e il 18 luglio nel Regno Unito.
Il primo singolo estratto Mirrors è stato pubblicato il 10 agosto 2010 e ha ottenuto successo in alcuni paesi europei, il secondo estratto Wonderland è stato pubblicato il 4 aprile 2011. Il terzo singolo dell'album è stato Free ed è stato pubblicato il 18 giugno. Un video per il singolo è stato girato verso metà-fine giugno. L'ultimo singolo è Kill My Boyfriend, girato tra l'ottobre e il dicembre del 2011 e pubblicato nel gennaio del 2012.

## Tracce
1. Perfection
2. Wonderland (Ft. Rrlytox)
3. Free
4. Break You Hard
5. Zombie
6. Love is a Suicide
7. Mirrors
8. Not in Love
9. Acid Annie
10. Superficial
11. Broke
12. Heaven
13. Nothing Lasts Forever (feat. Billy Kraven)
14. If I Was God

### Tracce bonus iTunes
1. Mirrors (Live at The Cherrytree House)
2. Mirrors (Kleerup Remix)
3. Mirrors (Tonka Dynamix)
4. Mirrors (Live at The Cherrytree House) (Video)

## Classifiche
| Classifica (2011) | Posizione massima |
| ----------------- | ----------------- |
| Austria           | 35                |
| Germania          | 50                |
| Stati Uniti       | 134               |
| Svizzera          | 94                |